# McKey Sullivan
Brittany Sullivan, detta McKey (Lake Forest, 9 settembre 1988), è una modella statunitense, famosa soprattutto per aver vinto l'undicesima stagione di America's Next Top Model.

## Carriera
Nata a Lake Forest, si è diplomata alla Lake Forest High School per poi laurearsi in biochimica governativa presso il Ripon College nel Wisconsin. Entra a contatto con la moda a seguito di un infortunio sportivo, vincendo una gara regionale bandita da Elite Model Management.
Provò le audizioni per la nona edizione del reality show America's Next Top Model condotto da Tyra Banks, prendedovi poi parte, vincendovi, due edizioni dopo.
In quest'edizione, poiché tra le quattordici concorrenti vi erano altre due omonime, le fu chiesto di cambiare il proprio nome. La scelta della Sullivan cadde sul soprannome utilizzato alle superiori "McKey", diminutivo di McKenzie, il nome scelto in un primo momento dalla madre al momento della sua nascita. Nome che l'accompagna anche al di fuori del programma.

All'interno del percorso televisivo non è mai arrivata nelle ultime due, battendo in finale Samantha Potter e Analeigh Tipton. Nella puntata dei makeover viene deciso dalla produzione di cambiare il suo taglio lungo di colore rosso in un taglio corto e di colore nero.
La vittoria del programma le consente di apparire sulla copertina di Seventeen Magazine, un contratto con CoverGirl e un anno di rappresentanza con Elite Model Management, oltre che un cartellone pubblicitario a Times Square.
Dopo il programma è apparsa sulle riviste Forest & Bluff, Nylon, Chicago Scene, Yahoo! Style con Whitney Thompson, Marie Claire e Vogue Knitting. 

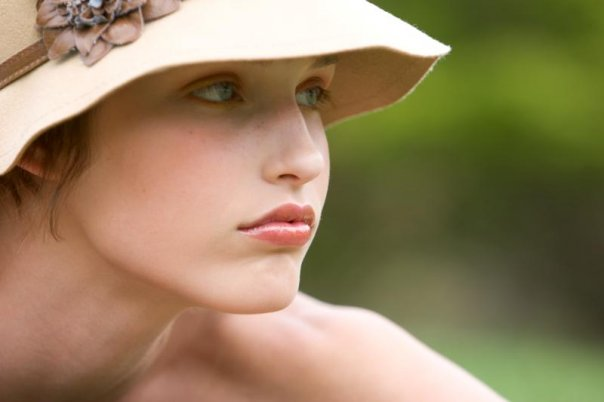
McKey Sullivan

Oltre che sfilare per Mada van Gaans, Addy van den Krommenacker, Ilja Visser e EиD by Eva and Delia alla Settimana internazionale della moda di Amsterdam nel 2009, come risultato di un episodio del programma di cui risulta vincitrice; Sullivan ha sfilato per G-Star, Heather Jones Designs Ltd.

Durante la campagna pubblicitaria per CoverGirl My Life as a CoverGirl, è stato rivelato che stava lavorando con la Make-A-Wish Foundation. È stata nominata come una delle persone più belle da People nel 2009, e nel 2008 risulta al quarantaquattresimo posto tra le donne più sexy dell'annuale lista redatta da BuddyTV.
Dal 2012 è sposata a Samuel Alvey, lottatore di arti marziali miste (disciplina praticata dalla stessa Sullivan), conosciuto nel 2005. La coppia ha due figli: Reagan Quincy (luglio 2013) e Ival (ottobre 2014).